# Pycnopsyche antica
Pycnopsyche antica là một loài Trichoptera trong họ Limnephilidae. Chúng phân bố ở miền Tân bắc.